# عزل (جماع)
العزل أثناء الجماع، وسيلة لتحديد النسل يسحب فيها الرجل أثناء الممارسة الجنسية قضيبه من مهبل المرأة قبل القذف ثم يوجه السائل المنوي المقذوف بعيداً عن المهبل في محاولة لتجنب حدوث التلقيح.[بحاجة لمصدر] لا تزال هذه الطريقة لمنع الحمل تُستخدم على نطاق واسع منذ ألفي عام على الأقل، وقد أظهرت دراسة نشرت في عام 1991 أن هذه الطريقة استخدمت من قبل 38 مليون زوج في جميع أنحاء العالم في عام 1991. تجدر الإشارة إلى أن هذه الطريقة لا تحمي من انتقال الأمراض المنقولة جنسياً مثل الزهري.

## تاريخ
تعد قصة أونان في التوراة أقدم وصف لاستخدام طريقة العزل لتجنب الحمل. يُعتقد أن هذا النص قد تم تدوينه منذ نحو 2500 عام. وقد كانت هذه الطريقة لمنع الحمل هي المفضلة في مجتمعات الحضارات القديمة في اليونان وروما رغم أنها مارست مجموعة متنوعة من طرق تحديد النسل، ومع ذلك فقد نظرت هذه المجتمعات إلى تحديد النسل على أنه مسؤولية المرأة وليس الرجل وقد وثقت المراجع التاريخية استخدام أجهزة تتحكم بها المرأة لمنع الحمل كواقيات أنثوية بدائية وبعض أنواع التعاويذ والسحر الذي يستخدم لهذا الغرض.
توقف استخدام وسائل منع الحمل في أوروبا بعد انهيار الإمبراطورية الرومانية في القرن الخامس الميلادي، ولم يوثق استخدام وسائل منع الحمل مرة أخرى حتى القرن الخامس عشر، وربما تكون المعرفة بهذه الممارسة قد ضاعت أثناء فترة العصور الوسطى، ولكن اعتباراً من القرن الثامن عشر وحتى تطور أساليب منع الحمل الحديثة، كان العزل أحد أكثر طرق تحديد النسل شيوعاً في أوروبا وأمريكا الشمالية وأماكن أخرى من العالم.

## الفعالية ومعدل النجاح
لا يتحقق التأثير الموثوق للعزل إلا من خلال الاستخدام الصحيح مثله مثل سائر طرق العزل الأخرى. تختلف معدلات فشل العزل اعتماداً على العينة السكانية المدروسة، فقد أظهرت الدراسات معدلات فشل فعلية تتراوح بين 15 إلى 28% سنوياً، وللمقارنة فإن معدل فشل استخدام حبوب منع الحمل يبلغ 2 - 8%، في حين أن معدل فشل استخدام اللولب 0.1 - 0.8%، ومعدل فشل استخدام الواقي الذكري 10- 18%. ومع ذلك يقترح بعض الباحثين أن فعالية العزل الحقيقية يمكن أن تكون مماثلة لفعالية الواقي الذكري، ولا يزال هذا المجال بحاجة لمزيد من الدراسات. بالنسبة للأزواج الذين يستخدمون العزل باستمرار وبشكل صحيح في كل جماع، فإن معدل الفشل أقل من 4% سنوياً، هذا المعدل يعتمد على مبدأ عدم وجد حيوانات منوية.
اقترحت بعض الدراسات أن السائل المنوي قبل القذف «سائل كوبر» قد يحتوي على حيوانات منوية ما قد ينقص فاعلية هذه الطريقة، لكن العديد من الدراسات الصغيرة فشلت في إثبات ذلك وفي العثور على أي حيوان منوي قابل للحياة في هذا السائل، وإذا كان هناك حيوانات منوية فقد تكون من القذف السابق لذلك يوصى الشريك الذكر بأن يتبول بين كل قذف وآخر لتنظيف مجرى البول من الحيوانات المنوية.
تشير الأبحاث الجديدة إلى أن هذا قد لا يكون دقيقاً، وقد نُشرت دراسة معاكسة في مارس 2011 قام فريق الباحثين فيها بتجميع 27 متطوعاً من الذكور وتحليل عيناتهم قبل القذف في غضون دقيقتين بعد إنتاجها، ووجد الباحثون أن 11 من أصل 27 رجلاً (41%) أنتجوا عينات قبل القذف تحتوي على حيوانات منوية، و10 من هذه العينات (37%) تحتوي على كمية جيدة من الحيوانات المنوية المتحركة (أي ما لا يقل عن مليون نطفة إلى أكثر من 35 مليون نطفة)، ولذلك توصي هذه الدراسة من أجل تقليل احتمال حدوث الحمل غير المقصود وانتقال الأمراض المنقولة بالجنس باستخدام الواقي الذكري منذ اللحظة الأولى للاتصال الجنسي. وبالمثل وجدت دراسة أخرى أجريت في عام 2016 وجود حيوانات منوية متحركة في السائل قبل القذف عند 16.7% من الرجال الأصحاء.
من المعتقد على نطاق واسع أن التبول بعد القذف سيغسل مجرى البول من الحيوانات المنوية المتبقية، ومع ذلك فإن بعض الأشخاص في دراسة تعود لمارس 2011 الذين أنتجوا حيوانات منوية في مرحلة ما قبل القذف كانوا قد تبولوا (أحيانًا أكثر من مرة) قبل إعطاء العينة.

## الرأي من وجهة نظر دينية

### من وجهة النظر الإسلامية
أباح جمهور من علماء المسلمين عملية العزل في الجماع إذا دعت إليه الحاجة   ، واستشهدوا بحديث عن جابر بن عبد الله رضي الله عنهما قال: «كُنَّا نَعْزِلُ عَلَى عَهْدِ رَسُولِ اللهِ صَلَّى اللهُ عَلَيْهِ وآلِهِ وَسَلَّمَ، فَبَلَغَ ذَلِكَ نَبِيَّ اللهِ صَلَّى اللهُ عَلَيْهِ وآلِهِ وَسَلَّمَ، فَلَمْ يَنْهَنَا»  
وقال بعضهم أنه لا يجوز الا بإذن الزوجة   لقول الشيخ الفقيه ابن قدامة في كتاب المغني: "وَلَا يَعْزِلُ عَنْ زَوْجَتِهِ الْحُرَّةِ إلَّا بِإِذْنِهَا ″ 

### من وجهة النظر المسيحية
ورد في بعض الدوريات الاجنبية   انه في سفر التكوين الإصحاح 38 بالاية 9 تم ذكر عملية الانسحاب قبل الانزال (عزل الجماع) لأونان الذي كان ينزل على الأرض حتى يمنع النسل 
وافاد الكاتب الإيطالي لويجي كاسيولي Luigi Cascioli[بحاجة لمصدر] في كتابه المنشور على الإنترنت في باب المسيحية والجنس، أن عملية الانسحاب قبل الانزال (عزل الجماع) ليست بالخطيئة  حسب رأي عالم العقيدة المسيحي توماس سانشيز، الا ان هناك رأي في الكنيسية الكاثوليكية يرى أن الممارسة الأونانية (منسوبة إلى عزل الجماع عند أونان) كانت مرفوضة  
واطلقت الكنيسة الأرثوذكسية مصطلح الجمع المقطوع (عزل الجماع) كوسيلة من وسائل تنظيم الأسرة 

### من وجهة نظر اليهودية
كانت اليهودية تتفق مع رأي الكنيسة الكاثوليكية في رفض الطريقة الأونانية (منسوبة إلى عزل الجماع عند أونان) أو المسماة بالجماع المنقطع الا انه تم تحريف المعنى فيما بعد ليكون مرادفا للأستمناء 